# Wushu tại Đại hội Thể thao Đông Nam Á 2015 - Đồng đội nam
Môn dồng đội cạnh tranh tại SEA Games 2015 ở Singapore đã được tổ chức vào ngày 6 tháng 6 năm 2015 tại Singapore Expo Hall 2.

## Lịch thi đấu
Giờ thi đấu tính theo giờ địa phương (UTC+08)
| Ngày                      | Giờ   | Nội dung  |
| ------------------------- | ----- | --------- |
| Thứ 7, 6 tháng 6 năm 2015 | 20:00 | Chung kết |

## Results
| Hạng | Vận động viên                                                                | Điểm |
| ---- | ---------------------------------------------------------------------------- | ---- |
| 1    | Singapore · Jesse Colin Adalia · Lee Zhe Xuan · Lim Si Wei                   | 9.72 |
| 2    | Philippines · Norlence Ardee Catolico · John Keithley Chan · Daniel Parantac | 9.70 |
| 3    | Brunei Sufi Shayiran Roslan Md Mohammad Adi Sya'Rani Roslan                  | 9.68 |
| 4    | Thái Lan · Lee Jo Sae · Pitaya Yangrungrawin · Sujinda Yangrungrawin         | 9.62 |
| 5    | Malaysia · Ho Mun Hua · Yeap Wai Kin                                         | 9.60 |
| 6    | Myanmar · Aung Wai Phyo · Ko Nyein Chan Ko                                   | 9.58 |
| 7    | Indonesia · Jodis Jodis · Eric Losardi · Charles Sutanto                     | 9.46 |